# The Unseen
The Unseen ist eine US-amerikanische Punk-Band aus Boston, Massachusetts, die 1994 gegründet wurde. Sie gehört zur Bostoner Punkszene.

## Bandgeschichte
The Unseen gingen aus der Band The Extinct hervor, in der Mark, Tripp und Paul Morey spielten. Nach Problemen mit dem Sänger dieser Band entschieden sich die drei, es mit einer eigenen Band zu versuchen, wobei sie bald von Sänger Mark Carlson unterstützt wurden. Paul verlor allerdings bald das Interesse am Musik machen und widmete sich dem Skaten.
Nach der Hinzunahme von Scott Hadyia und Phil Reily hatte man schließlich das Line-Up gefunden, das The Unseen selbst als ihre Gründungsformation bezeichnen. Ähnlich wie die Ramones bezeichneten sich einige Bandmitglieder fortan mit dem Bandnamen als Künstlernamen.
In der weiteren Geschichte der Band folgten unzählige Besetzungswechsel. Die Positionen an den Instrumenten wechselten ebenso wie die Mitglieder.

## Einflüsse
Die Band gibt an, insbesondere von Gruppen wie den Misfits, The Clash und Bad Religion beeinflusst worden zu sein.

## Auf Tour
Wie viele Bands des Genres spielen auch The Unseen unermüdlich live. Mittlerweile waren sie auch schon in Japan und Europa zu sehen. Die Liste der Bands, mit denen sie bereits spielten, ist lang und enthält u. a. Namen wie AFI, The Casualties, Dropkick Murphys, Flogging Molly, Millencolin, Anti-Flag, Sick of It All, Avenged Sevenfold, Rancid, Agnostic Front und Hatebreed.

## Diskografie
- 1997: Lower Class Crucifixtion (A-F Records)
- 1999: So This Is Freedom? (A-F Records)
- 2000: Totally Unseen: The Best of the Unseen (Step 1 Records)
- 2001: The Anger and the Truth (BYO Records)
- 2002: The Complete Singles Collection 1994–2000 (Punkcore Records)
- 2003: Explode (Better Youth Organization)
- 2005: State of Discontent (Hellcat Records)
- 2007: Internal Salvation (Hellcat Records)